# Mas Pubill
|  | Aquest article tracta sobre una masia a Vidrà. Si cerqueu la de Castellfollit del Boix, vegeu «El Pubill». |

Mas Pubill és una masia de Vidrà (Osona) inclosa a l'Inventari del Patrimoni Arquitectònic de Catalunya.

## Descripció
Casa de planta rectangular de planta, dos pisos i golfes. Té uns cossos afegits a la cara sud, consistents en dos espais de volum cúbic que flanquegen l'entrada principal. La teulada és de dos vessants i de teula àrab (reformada el 1983). A la part sud trobem una era de la qual ha estat habilitada per residència, igual que els dos pisos superiors. Situada a la dreta del camí de Ciuret, té un portal d'entrada, ja que és trobada dins d'un recinte relativament tancat. Juntament amb la masoveria i el graner de grans dimensions constitueix una completa explotació agrària i ramadera.

## Història
El cos original de la casa data del 1689, però va ser objecte d'importants reformes vers el 1718, data en què possiblement s'obriren els balcons de ponent. A principis del segle xix (1809) s'hi va construir, a la part sud, dos cossos cúbics de dimensions semblants i que arriben fins a l'altura del primer pis, i que flanquegen l'entrada tot creant un pati reduït que dona accés a la porta principal. Darrerament, ha estat restaurada pels seus propietaris, els quals l'han convertit en una segona residència. Aquestes reformes han afectat l'interior i a la façana de llevant (1983).